# Seniorat wschodni
Seniorat wschodni – stanowił jedną z jednostek organizacyjnych Kościoła Ewangelickiego Augsburskiego i Helweckiego Wyznania w Małopolsce, istniejącego w okresie II Rzeczypospolitej. Obejmował zbory położone na terenie dawnej Galicji Wschodniej.

## Dane statystyczne
| Parafia     | Filiały i stacje kaznodziejskie | Liczba wiernych | Kościół parafialny                  | Ilustracja |
| ----------- | --- | --------------- | ----------------------------------- | ---------- |
| Brygielin   | Borysław (f., 133 wiernych) Drohobycz (f., 127 wiernych) Gassendorf (f., 326 wiernych) Nowa Wieś (f., 150 wiernych) Stebnik (f., 165 wiernych) | 1886            | Kościół ewangelicki w Brygielinie   |            |
| Gelsendorf  | Bolechów (f., 710 wiernych) Nowe Oleksice (f., 144 wiernych) | 1389            | Kościół ewangelicki w Gelsendorfie  |            |
| Stanisławów | Bohorodczany Stare (f., 120 wiernych) Horocholina (f., 278 wiernych) Kamienna (f., 85 wiernych) Krechowce (f., 25 wiernych) Mykietyńce (f., 35 wiernych) Nadwórna (f., 80 wiernych) Niewoczyn (f., 35 wiernych) Pałahicze (f., 100 wiernych) Sołotwina (f., 152 wiernych) | 2800            | Kościół ewangelicki w Stanisławowie |            |
| Stryj       | Duliby (f., 197 wiernych) Grabowiec Stryjski (f., 289 wiernych) Uhersko (f., 100 wiernych) Zawadów (f., 59 wiernych) | 2307            | Kościół ewangelicki w Stryju        |            |
| Ugartsthal  | Broszniów (s.k., 94 wiernych) Dolina-Broczków (f., 604 wiernych) Debelówka (gmina Wygoda, f., 189 wiernych) Diamantheim (f., 300 wiernych) Engelsberg (f., 206 wiernych) Landestreu (f., 214 wiernych) Wygoda (f., 111 wiernych)                                          | 2155            | Kościół ewangelicki w Ugartsthal    |            |
| Zaleszczyki | Konopkówka (f., 59 wiernych) Peremiłów (s.k., 80 wiernych) Połowce (f., 94 wiernych) Tarnopol (s.k., 40 wiernych) Wierzchowice (s.k. 36 wiernych) | 377             |                                     |            |